# Francesco Alciati
Francesco Alciati (Milão, 2 de fevereiro de 1522 – Roma, 20 de abril de 1580) foi um prelado italiano do século XVI. Em 1565 o papa Pio IV o fez cardeal da Santa Igreja Romana.

## Biografia
Nasceu em Milão em 2 de fevereiro de 1522. De família nobre. Seu sobrenome também consta como Alciato. Parente do Papa Pio IV.
Estudou Direito em Bolonha e em Pavia com seu tio Andrea Alciati, famoso jurisconsulto que o nomeou seu herdeiro; obteve um doutorado em utroque iure , tanto direito canônico quanto civil, e era versado em latim e grego. Foi denominado Alciatino para diferenciá-lo de Andrea.
Professor de Direito em Milão. Membro do Collegio dei Giurisconsulti de Milão. Clérigo de Milão. Professor de Direito Civil na Universidade de Pavia, substituindo seu antigo professor, de 1º de fevereiro de 1550 a 1560; lá, lecionou para o futuro cardeal e santo Carlo Borromeo. Chamado a Roma pelo Papa Pio IV em 1560, a pedido do Cardeal Borromeo. Referendário dos Tribunais da Assinatura Apostólica da Justiça e da Graça. Internúncio perante o rei da Boêmia.
Eleito bispo de Città ou Civita, 5 de setembro de 1561. Consagrado (nenhuma informação encontrada). Datário de Sua Santidade, 19 de novembro de 1561 a 1565. Nomeado pelo Cardeal Markus Sitticus von Hohenems Altemps, governador de Fermo, seu superintendente em Roma para julgar o apelo de todas as causas da região, 14 de setembro de 1562. Pró-camerlengo da Santa Igreja Romana.
Criado cardeal diácono no consistório de 12 de março de 1565; recebeu o chapéu vermelho e a diaconia de S. Lúcia em Septisolio, 15 de maio de 1565. Optou pela ordem dos cardeais-presbíteros e o título de S. Susanna, 3 de junho de 1565. Prefeito do SC do Concílio Tridentino, setembro de 1565 até sua morte; a princípio, atuou como delegado do Cardeal Carlo Borromeo, o primeiro prefeito da congregação, mas logo se tornou prefeito por sua própria autoridade. Participou do conclave de 1565-1566, que elegeu o Papa Pio V. Optou pela diaconia de S. Maria em Portico Octaviae, pro illa vice elevado a título, 13 de maio de 1569. Participou do conclave de 1572, que elegeu o Papa Gregório XIII. O Papa Pio V nomeou-o vice-penitenciário e, mais tarde, quando estabeleceu um novo colégio de penitenciários , nomeou-o cardeal-grande penitenciário em 22 de junho de 1569. Protetor da Ordem dos Cartuxos. Protetor da Espanha e da Irlanda perante a Santa Sé. Membro do Santo Ofício e da Conferência Episcopal dos Bispos. Núncio perante o duque da Áustria. Membro da Congregação para a Correção do Decreto de Graciano . Foi protetor da Ordem Milanesa de Sant'Ambrogio ad Nemus.
Morreu em Roma em 20 de abril de 1580. Sepultado na igreja cartuxa de S. Maria degli Angeli, Roma